# Vilaüt
Vilaüt és una entitat de població del municipi de Pau a la comarca de l'Alt Empordà. En el cens de 2007 tenia 10 habitants. Es troba al mig del Parc Natural dels Aiguamolls de l'Empordà, concretament al costat de l'Estany de Vilaüt.
Fins al 1846 va ser municipi independent, moment en què va ser incorporat al municipi de Pau, per la política d'eliminació de municipis amb poca població.
A la vora del nucli d'aquest poble hi ha l'Estany de Vilaüt, una de les últimes mostres de l'antic estany de Castelló.
A prop del nucli hi ha els vestigis del Castell de Vilaüt, on hi ha documentada, de l'edat mitjana, l'església de Sant Salvador de Vilaüt. És destacable també la casa de pagès de Cal Frai Llàtzer, una masia de planta rectangular amb teulada de doble vessant.